# Meiji-Gakuin-Universität

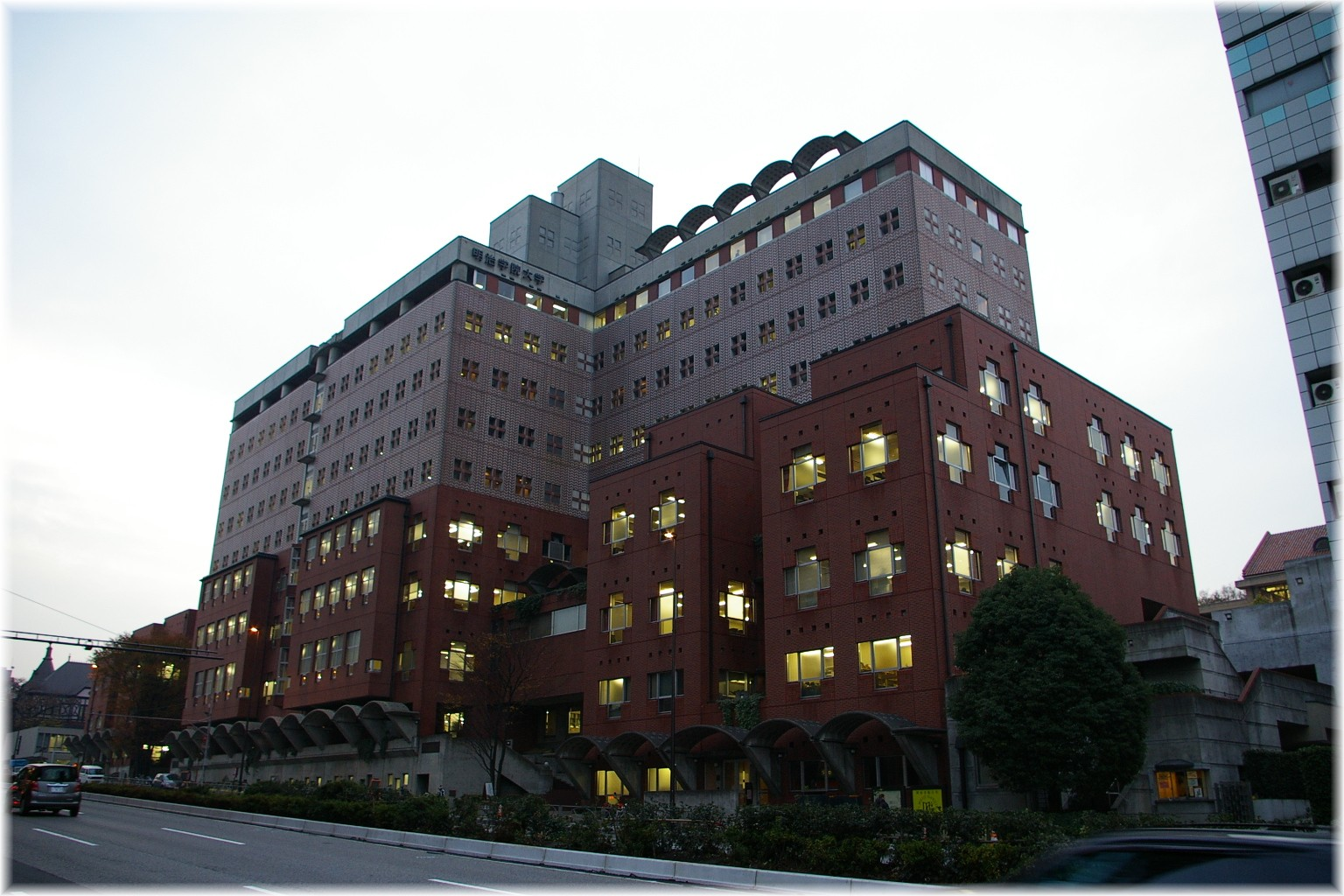
Hauptgebäude der Universität

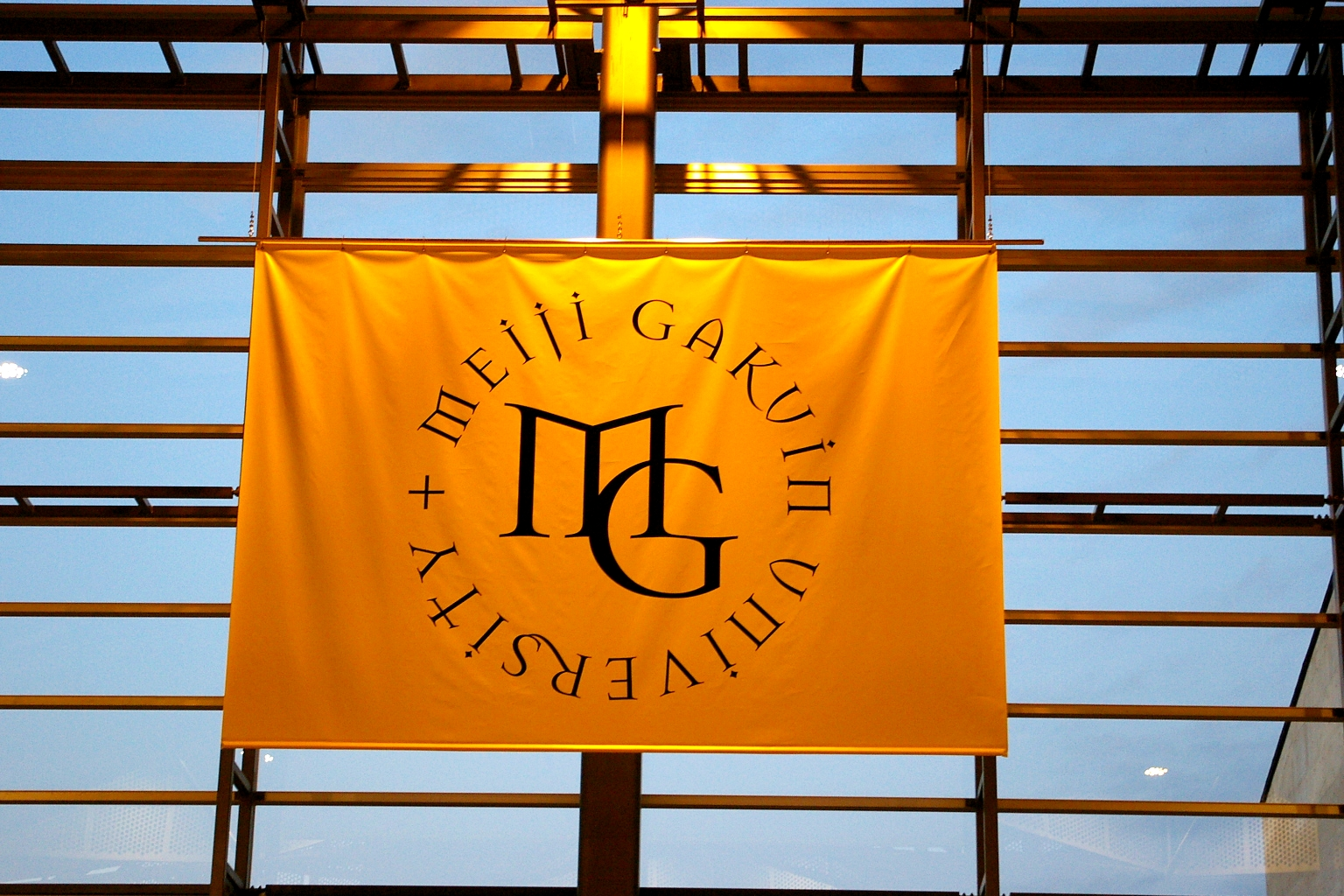
Flagge der Universität

James Curtis Hepburn, der Universitätsgründer

Die Meiji-Gakuin-Universität (japanisch 明治学院大学, Meiji gakuin daigaku) wurde 1863 als christliche Hochschule in Tokio und Yokohama gegründet. Gründer und ihr erster Präsident war der amerikanische presbyterianische Priester James Curtis Hepburn. Die Universitätsgebäude verteilen sich auf zwei Campus: Shirokane in Tokio und Yokohama Campus in Yokohama.

## Fakultäten
- Fakultät für Geisteswissenschaften
- Fakultät für Sozialwissenschaften
- Fakultät für Wirtschaftswissenschaften
- Fakultät für Rechtswissenschaften
- Fakultät für Internationale Studien
- Fakultät für Psychologie

## Forschungsinstitute
- Christliche Lehre (Institute of Christian Research)
- Friedensforschung (International Peace Research Institute)
- Sprache und Kultur (Institute of Language and Culture)
- Industrie und Wirtschaft (Research Institute of Industry and Economy)
- Soziologie und Soziale Wohlfahrt (Institute of Sociology and Social Work)
- Rechtswissenschaftliche Forschung (Law Research Institute)
- Internationale Studien (Institute of the Faculty of International Studies)
- Liberal Arts (Institute of Center for Liberal Art)
- Psychologie (Institute of the Faculty of Psychology)

## Mit der Universität verbundene Schulen
- Meiji-Gakuin-Oberschule[4] (明治学院高等学校, Meiji gakuin kōtō gakkō) in Minato, Tokio
- Meiji-Gakuin-Oberschule Higashimurayama (明治学院東村山高等学校, Meiji gakuin Higashimurayama kōtō gakkō) in Higashimurayama
- Meiji-Gakuin-Mittelschule (明治学院中学校, Meiji gakuin chūgakkō) in Higashimurayama
- Tennessee Meiji Gakuin High School (Tennessee in den Vereinigten Staaten)